# GP-25
GP-25 カスチョール（ロシア語: ГП-25 <<Костёр>>：「焚き火」の意）は、ソビエト連邦が設計したアンダーバレル式の擲弾発射器であり、AKM・AKMS・AK-74・AKS-74・AK-74M・AK-100シリーズのフルサイズライフル、AN-94などに無改造で装着することが可能である。GRAUインデックスは6G15（ロシア語: 6Г15）。
GP-30 アブーフカ（ロシア語: ГП-30 <<Обувка>>：「（小さな）履物」の意）は、GP-25に大幅な改良を加えたものである。GRAUインデックスは6G21（ロシア語: 6Г21）。
GP-34（ロシア語: ГП-34）は、GP-25を元に再設計されたものである。GRAUインデックスは6G34（ロシア語: 6Г34）。

## 概要
GP-25/30/34の外見は、アメリカ製のM203などのアンダーバレル型擲弾発射器に類似しており、極めて短い砲身のすぐ後ろにダブルアクション式の引き金と小型のグリップを装着している。砲身の上部には装着用金具があり、これをAKMの銃剣装着ラグやAK-74・AN-94のGP-25/30/34専用ラグに装着する。また、発射時の反動を軽減するために、ライフルの銃床後端にはラバーパッドを装着する。
GP-25/30/34は前装式である。砲身には右回り12条のライフリングが彫りこまれており、グレネード弾の側に付いた突起にかみ合わせながら装填する。引き金を引くと、撃針がグレネード弾底部の雷管を叩いて発射薬に点火し、発射薬の燃焼によって生じたガスは後部のノズルから噴出してグレネード弾が発射される。グレネード弾はライフリングによって与えられた回転運動によって弾道を安定させるとともに、弾頭信管の安全装置を解除する。なお、グレネード弾を装填したのちに射撃する必要が無くなったときは、本体左側面後端部のエジェクターを押せば、射撃する事無く安全にグレネード弾を取り出すことが可能である。

## 開発
アサルトライフルとグレネードランチャーを一体化した兵器の研究・開発そのものは、ソビエト連邦では1960年代には既に始められていた。しかし、ソ連国防省がこの種の兵器の開発を具体的に要請したのはベトナム戦争においてアメリカがM203 グレネードランチャーを実戦投入してその効果を示した後であり、ソ連国防省はM203より優れたものを要求していた。
GP-25の開発は、トゥーラ市のTsKIB SOO（ロシア語: ЦКИБ СОО、競技および狩猟用火器中央設計研究局。現在KBP社傘下）によって開始され、1978年に制式採用された。GP-25が初めて実戦で使用されたのは、1979年にソ連が介入を行ったアフガニスタン紛争が最初である（この際、AK-74も初めて実戦で使用された）。
1980年代後半、TsKIB SOOがGP-25の簡素化および軽量化を図り、1989年にGP-30として制式採用され、チェチェン紛争などに投入されている。GP-30は改良された照準器を本体右側に装着しているほか、より軽量化された上に生産性と操作性の向上が図られている。1990年代、GP-30をNATO側の小火器（ガリル・FAL・FA-MAS・G3など）にも装着できるようにしたものが製作され、GP-30U グラナート（ロシア語: ГП-30У <<Гранат>>：「ザクロ」の意）と命名された。2000年には、GP-30は砲身の簡略化や、照準器をラダー型の簡素なものとするなどの改良が加えられた。2005年には、GP-30の砲身やイジェクター、トリガーアセンブリなどを更に改良したものが製作され、GP-30M（ロシア語: ГП-30М）と命名された。
2000年代後半には、イズマッシュ社によってGP-34が開発され、2009年に制式採用された。GP-34は、生産効率・取り扱い時の安全性・信頼性の向上を目的とし、GP-30ではなくGP-25を元に再設計されている。外観はGP-25に酷似しているが、GP-30前期型に似た照準器を本体右側に装着していたり、イジェクターレバーを大型化するなどの各種小改良が施されている。

## 弾薬

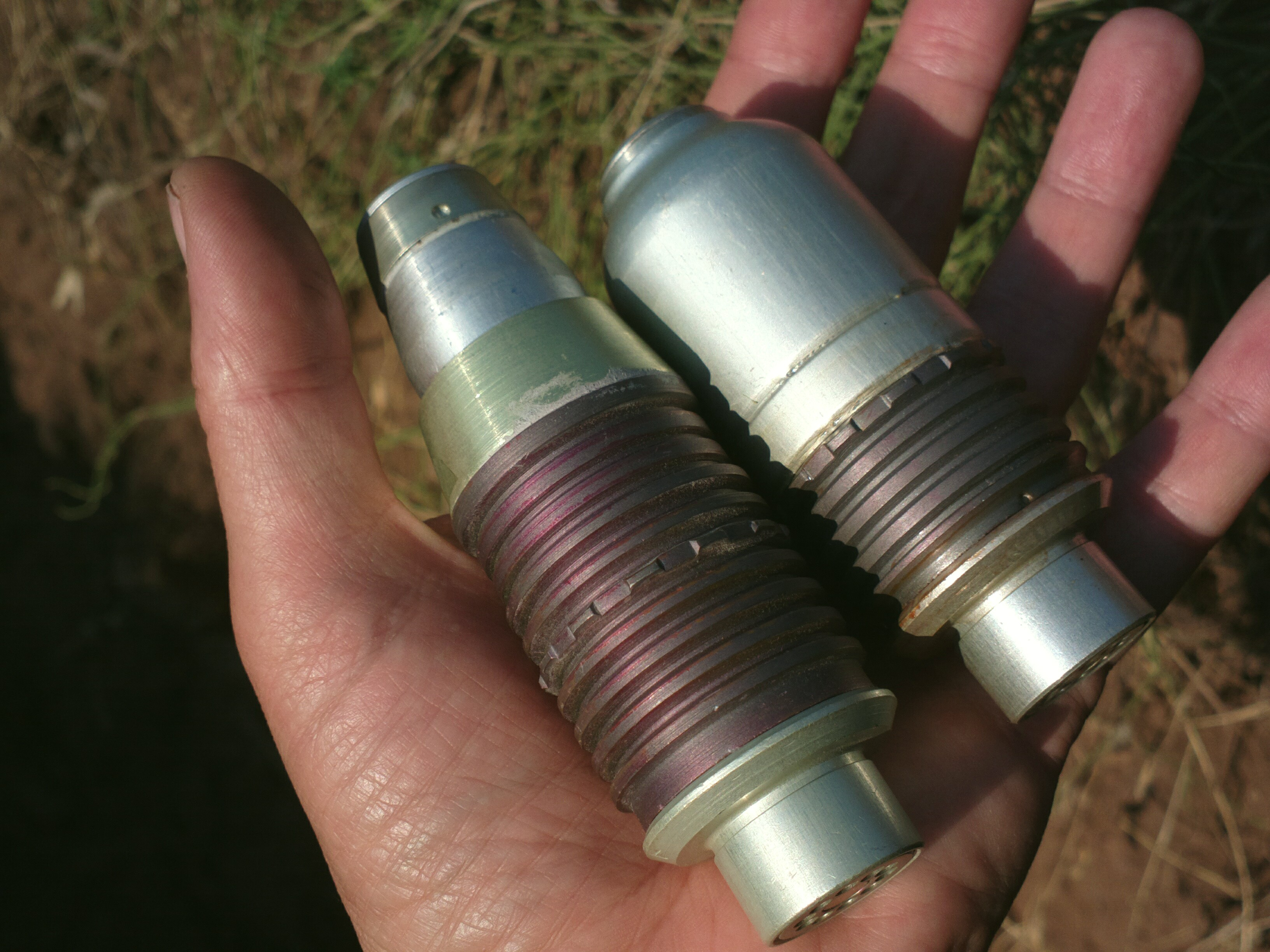
VOG-25（右）とVOG-25P（左）

GP-25用の弾薬の開発は、FGUP "FNPTs "Pribor"（ロシア語: ФГУП <<Федеральный Научно Производственный Центг <<Прибор>>、連邦国営統一企業「連邦研究製造センター"Pribor"」）でGP-25と同時期に開始され、1978年に制式採用された。GP-25/30/34用の40mmグレネード弾は西側の40x46mmグレネード弾と異なり薬莢が付いておらず、発射薬もグレネード弾本体に内蔵されているなど、ロケット弾もしくは迫撃砲弾に近い構造をしている。この構造により、発射後に排莢が必要なM203用のグレネード弾に較べて発射速度が向上し、かつ、ほぼ同じ初速でありながら低反動を実現している。
このグレネード弾は、ロシアのTsKIB SOO製のRG-6（ロシア語: РГ-6、GRAUインデックス：6G30（ロシア語: 6Г30）や、ブルガリアのアーセナル社製のアバランチ・グレネードランチャー（）などの6連発回転弾倉式グレネードランチャーをはじめ、RGM-40 グレネードランチャーの他、OTs-14・ASh-12.7・ADS・A-91などのアサルトライフルのアンダーバレルグレネードランチャーでも使用される。
なお、ロシア製のオートマチックグレネードランチャーであるAGS-17・AGS-30用のグレネード弾（VOG-17）は、薬莢つきである上に口径が30mmのため、全く互換性がない。また、AGS-40用のグレネード弾（7P39）は口径40mmで、GP-25用の弾薬に似たケースレス弾であるが、より大型化・高威力化しており、こちらとも互換性はない。
グレネード弾には以下の様な榴弾が存在する。
VOG-25（ロシア語: ВОГ-25、GRAUインデックス：7P17（ロシア語: 7П17）は、"VMG-K"（ロシア語: ВМГ-К）と呼ばれる瞬発信管を備えた一般的な破片榴弾である。炸裂時に調整破片を形成するための刻み目が弾体に刻まれている。威力半径は6mとなっている。
VOG-25P パトキーディシュ（ロシア語: ВОГ-25П <<Подкидыш>>：「捨て子」の意、GRAUインデックス：7P24（ロシア語: 7П24）は、"VMG-P"（ロシア語: ВМГ-П）と呼ばれる延期信管を備えたエアバースト破片榴弾である。着弾時に信管後部の少量の炸薬が炸裂して再度弾体が跳躍し、延期薬の作用により弾体内の炸薬が0.5-1.5m上空で炸裂する。威力半径は6mとなっている。
2000年代初め頃、FGUP "FNPTs "Pribor"はVOG-25およびVOG-25Pの改良型を開発し、それぞれVOG-25M（ロシア語: ВОГ-25М、GRAUインデックス：7P44（ロシア語: 7П44）およびVOG-25PM（ロシア語: ВОГ-25ПМ、GRAUインデックス：7P45（ロシア語: 7П45）として制式採用された。これらの弾薬の弾体は規格化されており、相互の弾種で共用できる上に、破片効果の向上により威力半径が従来品の1.5倍の9mとなっている。また、信管の信頼性も向上しており、雪面や水面を含むあらゆる面に対しても確実に起爆するようになっている。信管安全解除距離は10-40m、信管自爆時間は14-19秒である。
VFG-25（ロシア語: ВФГ-25、GRAUインデックス：7P54（ロシア語: 7П54）は、瞬発信管を備えた特殊用途用の榴弾である。破片を形成するための刻み目を省いて弾体を薄殻化してあり、VOG-25やVOG-25Pより炸薬量が大幅に増加している。また、爆風効果・破片効果・焼夷効果を備えており、防護された人員や軽装甲車両にも対応できる多目的なものとなっている。
他に制式弾薬として、以下の様な特殊弾も存在する。
- VOG-25IN演習弾（ロシア語: ВОГ-25ИН、GRAUインデックス：7P17I（ロシア語: 7П17И）
- VUS-25演習弾（ロシア語: ВУС-25、GRAUインデックス：7P44U（ロシア語: 7П44У）
- VZG-25焼夷弾（ロシア語: ВЗГ-25、GRAUインデックス：7P55（ロシア語: 7П55）
- VDG-25発煙弾（ロシア語: ВДГ-25、GRAUインデックス：VO.2.13.00 / 7P56（ロシア語: ВО.2.13.00 / 7П56）
- VSG-25照明弾（ロシア語: ВСГ-25、GRAUインデックス：7P58（ロシア語: 7П58）
- 「グヴォースティ」催涙弾（ロシア語: <<Гвоздь>>：「釘」の意）
- 非致死性弾（GRAUインデックス：7P57（ロシア語: 7П57）

これらの弾薬の他にも、各社・各機関が様々な弾薬を開発・研究している。以下にその一部を挙げる。
- GRD-40発煙弾（ロシア語: ГРД-40）
- VDG-40発煙弾（ロシア語: ВДГ-40）
- GDM-40発煙弾（ロシア語: ГДМ-40）
- VGS-40信号弾（ロシア語: ВГС-40）
- VG-40I照明弾（ロシア語: ВГ-40И）
- VG-40TBサーモバリック弾（ロシア語: ВГ-40ТБ）
- VG-40DZ焼夷発煙弾（ロシア語: ВГ-40ДЗ）
- VG-40SZ音響閃光弾（ロシア語: ВГ-40СЗ）
- VG-40MD発煙弾（ロシア語: ВГ-40МД）
- VG-40OP照明弾（ロシア語: ВГ-40ОП）
- VKE-40 マラキート暴徒鎮圧用クラスター弾（ロシア語: ВКЭ-40 <<Марокит>>）
- ASZ-40 スヴィリェーリ音響閃光弾（ロシア語: АСЗ-40 <<Свирель>>：「笛」の意）
- GS-40催涙弾（ロシア語: ГС-40）
- GD-40発煙弾（ロシア語: ГД-40）
- GSZ-40音響閃光弾（ロシア語: ГСЗ-40）

### 諸元
- VOG-25
  - 全長：102mm
  - 重量：250g
  - 炸薬：48g
  - 威力半径：6m
- VOG-25P
  - 全長：122mm
  - 重量：278g
  - 炸薬：37g
  - 威力半径：6m
- VOG-25M
  - 全長：107mm
  - 重量：278g
  - 炸薬：68g
  - 威力半径：9m
- VOG-25PM
  - 全長：107mm
  - 重量：278g
  - 炸薬：56g
  - 威力半径：9m
- VFG-25
  - 全長：122mm
  - 重量：272g
  - 炸薬：110g
- VUS-25
  - 全長：107mm
  - 重量：278g
  - 発煙剤：50g
  - 発煙持続時間：10-15秒
  - 発煙剤の色：赤-オレンジ
- VZG-25
  - 全長：122mm
  - 重量：272g
  - 焼夷剤：110g
  - 出火点：3ヶ所以上
  - 燃焼温度：およそ2,000℃
- VDG-25
  - 全長：122mm
  - 重量：272g
  - 発煙剤：100g
  - 煙幕展開時間：3秒
  - 発煙持続時間：20秒
  - 煙幕展開範囲：幅10m×高さ3m
- VSG-25
  - 全長：120mm
  - 重量：260g
  - 光度：30万カンデラ以上

## ギャラリー
GP-25

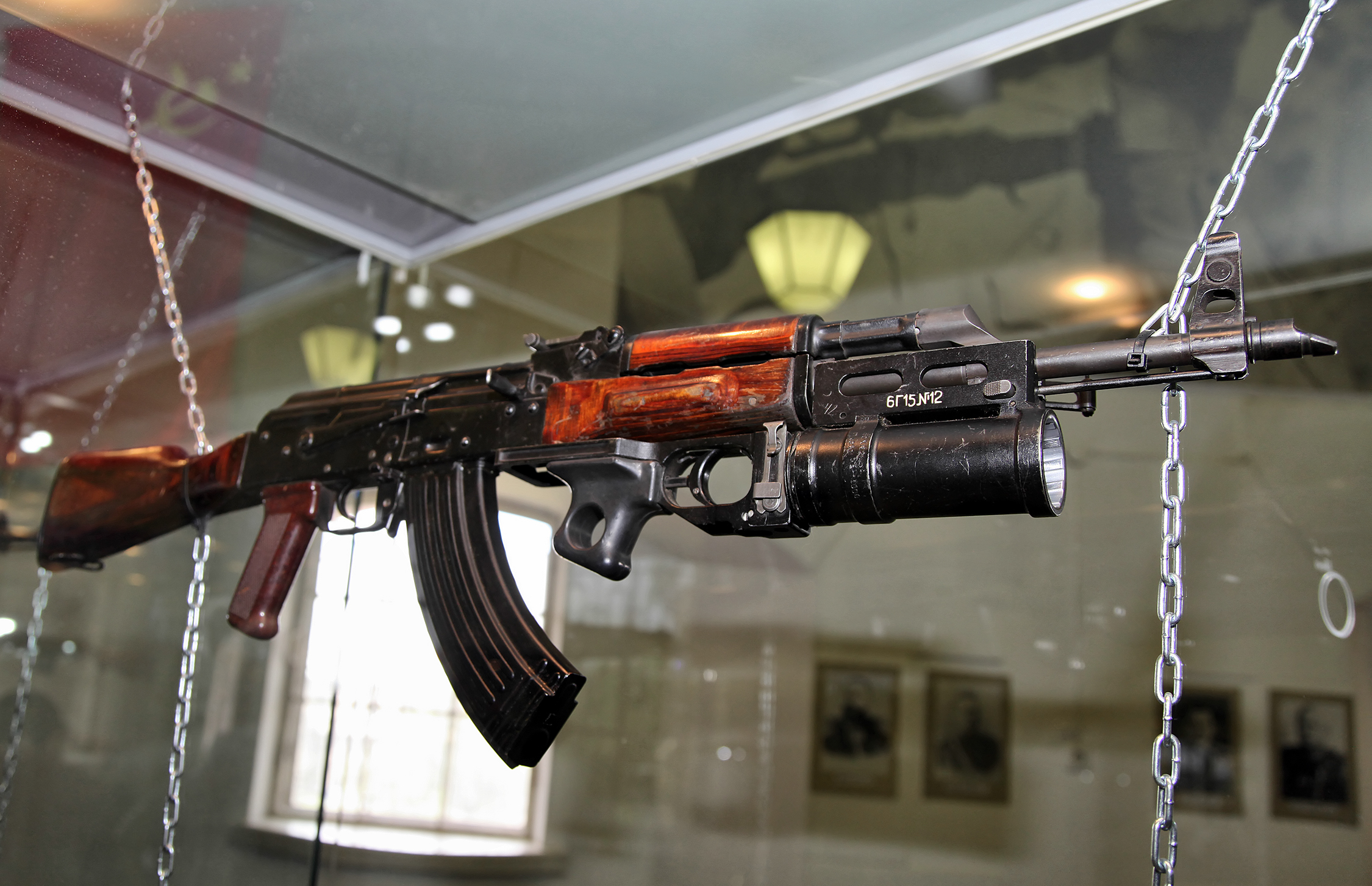
AKMに装着されたGP-25初期型
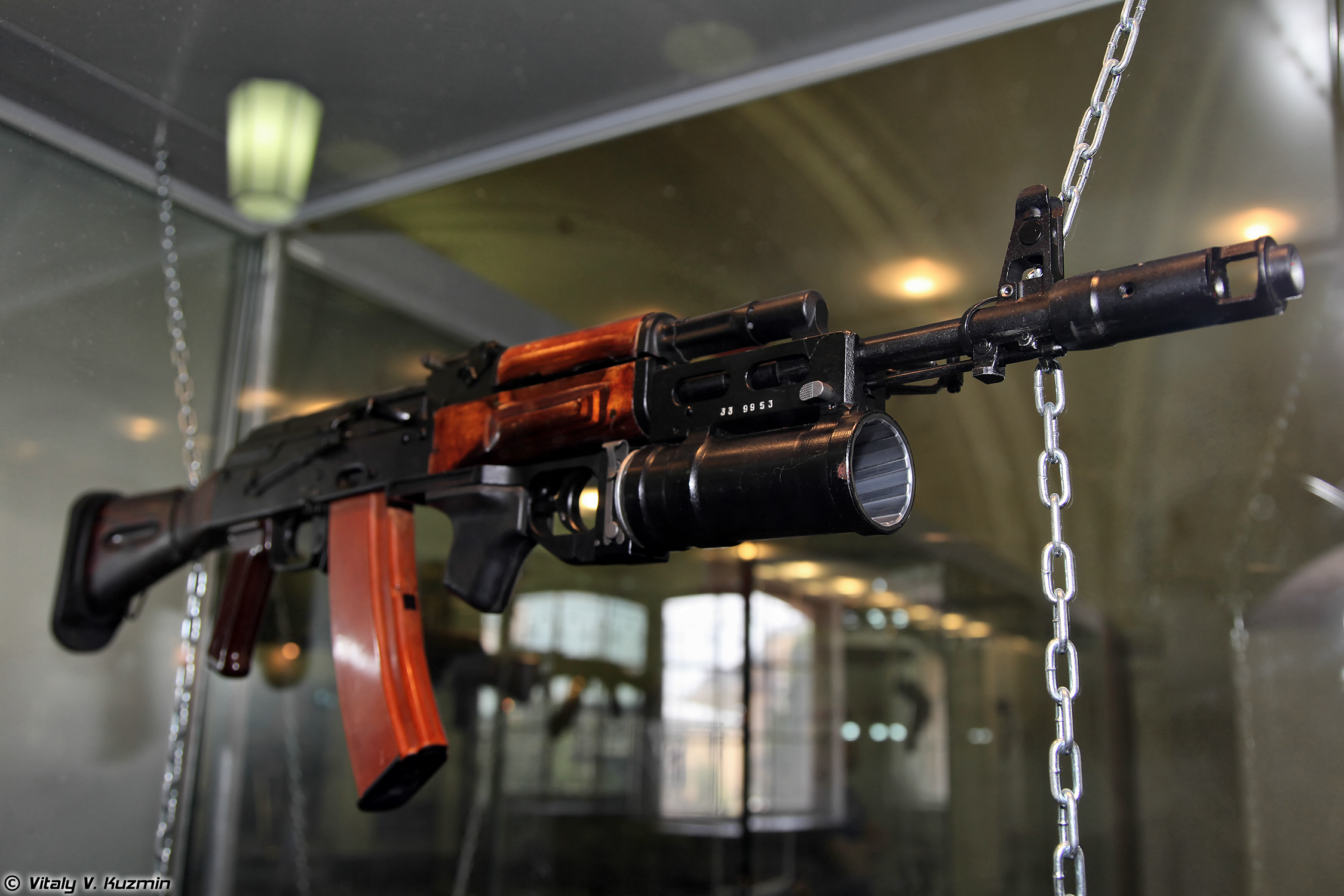
AK-74に装着されたGP-25
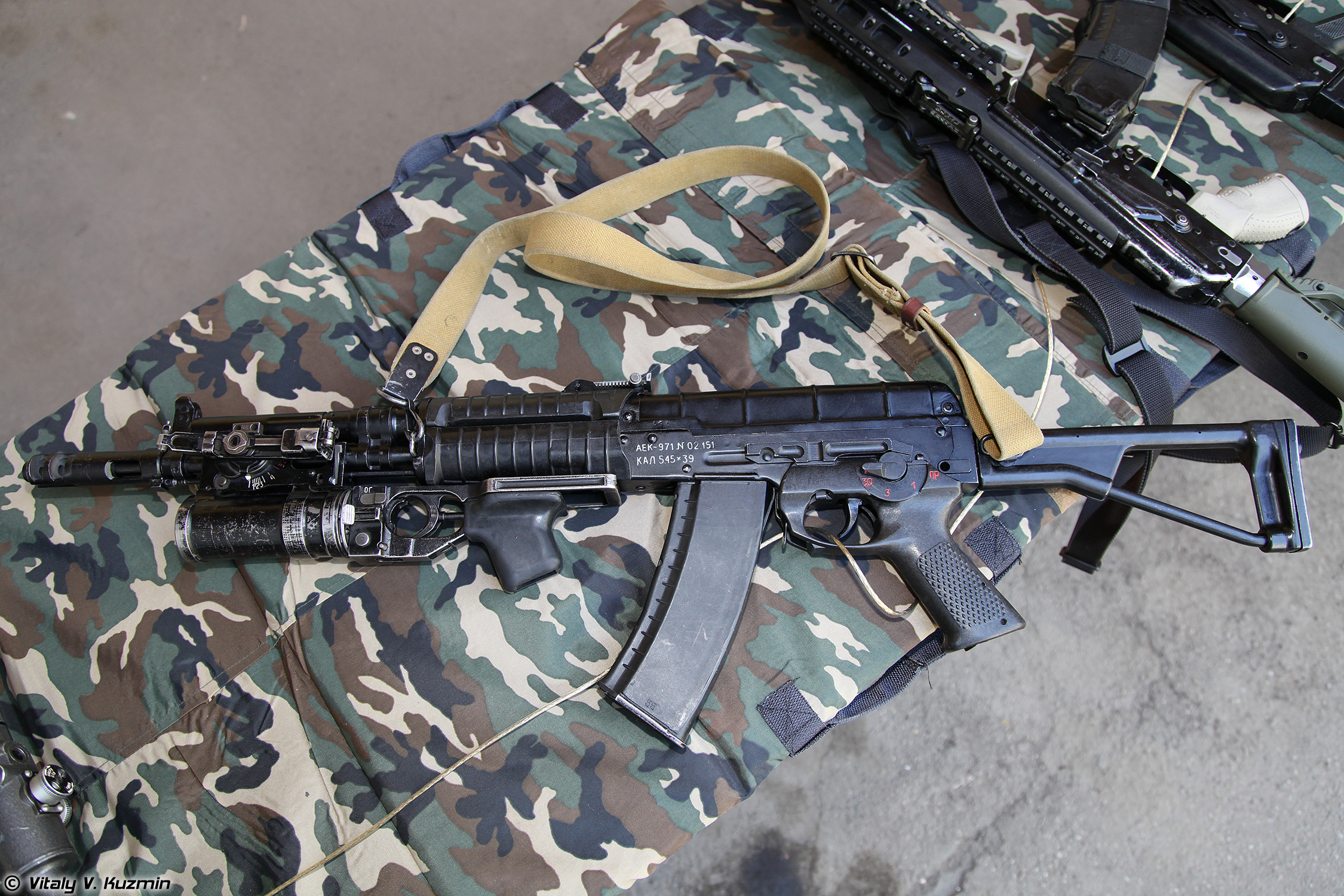
AEK-971に装着されたGP-25
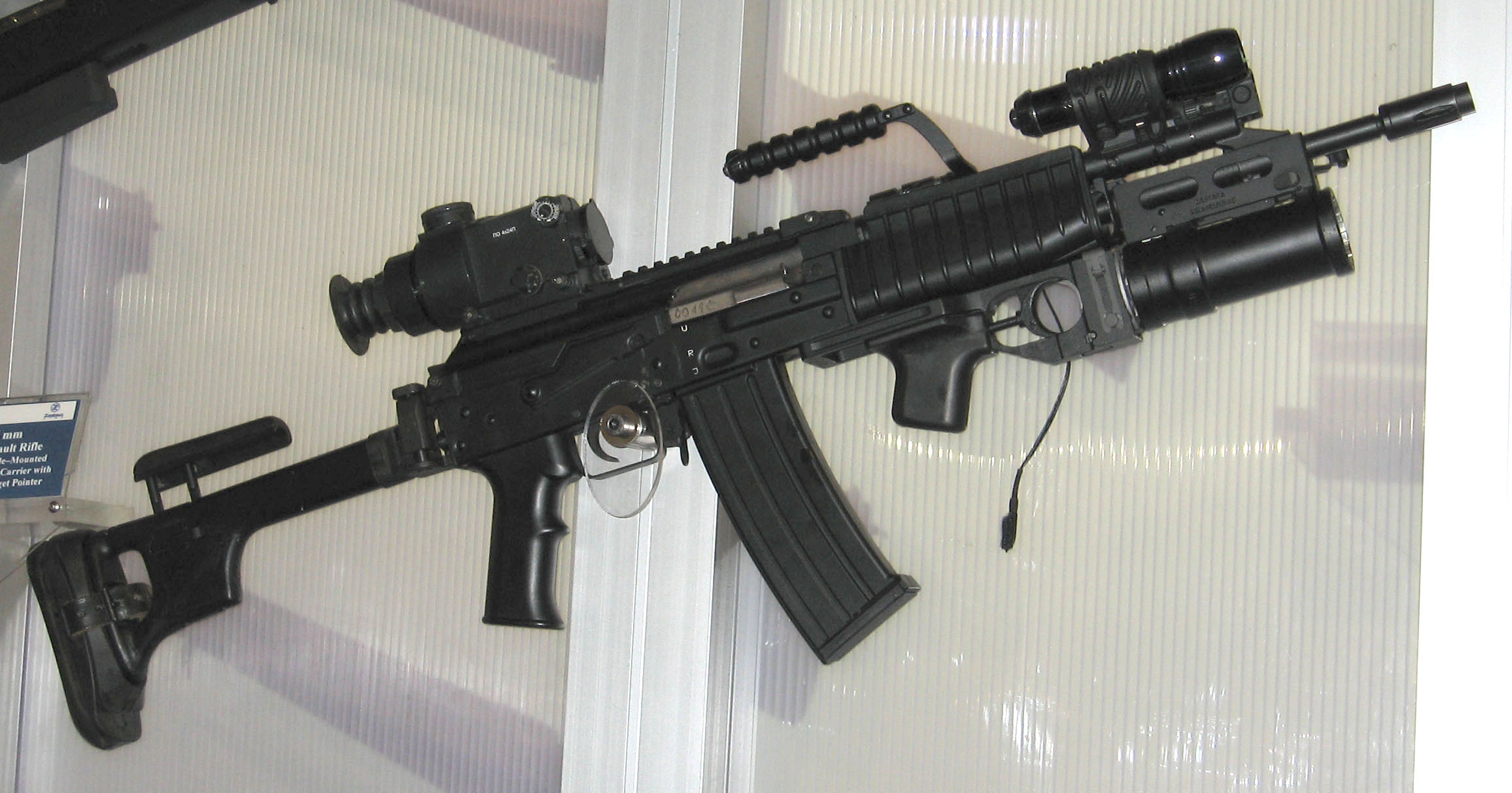
セルビア製ツァスタバ M21 アサルトライフル。銃身下部にGP-25が取り付けられている

GP-30

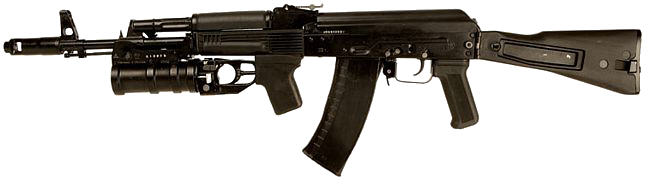
AK-74Mに装着されたGP-30前期型
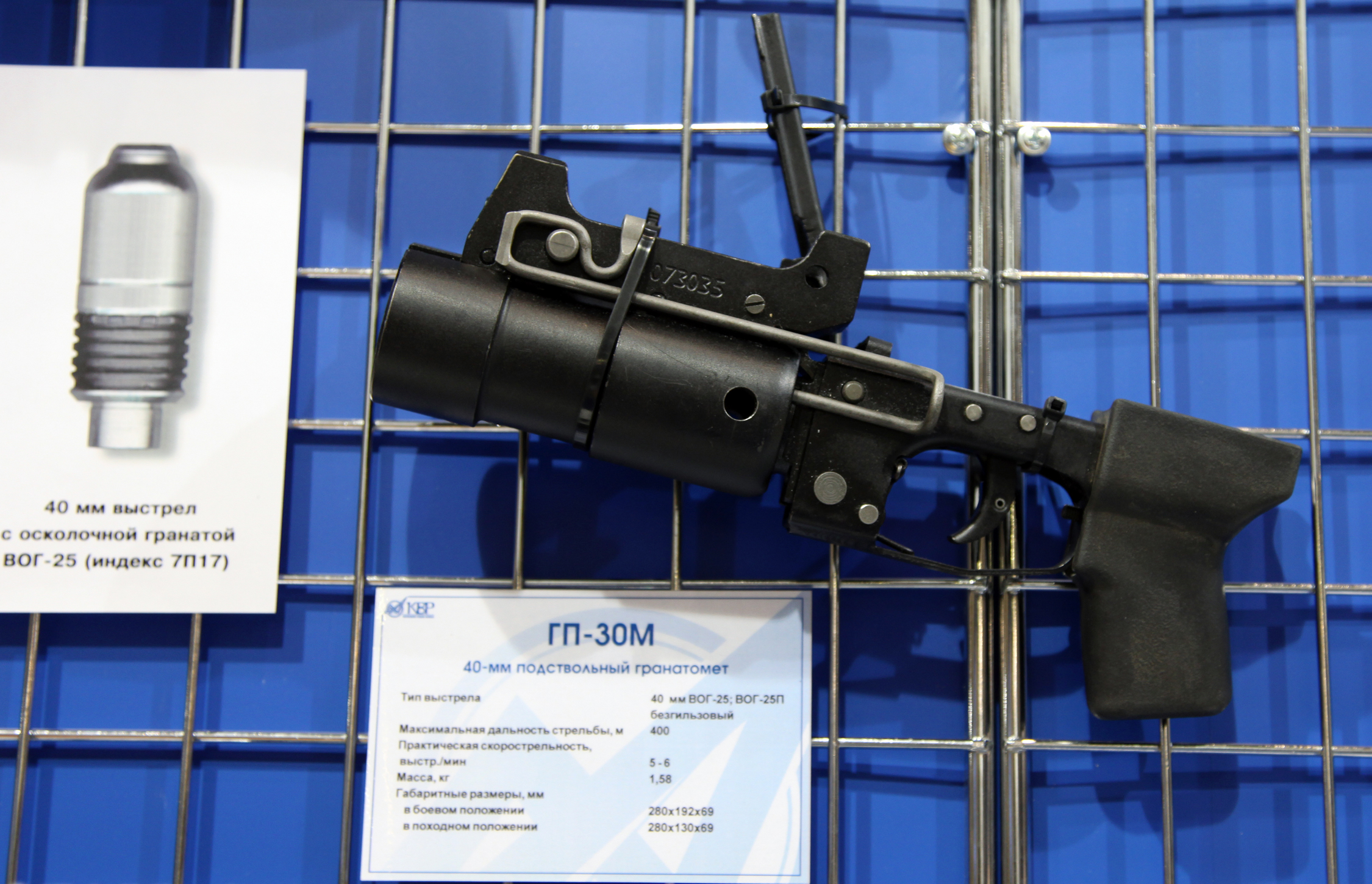
Interpolitex 2012にて展示されたGP-30M
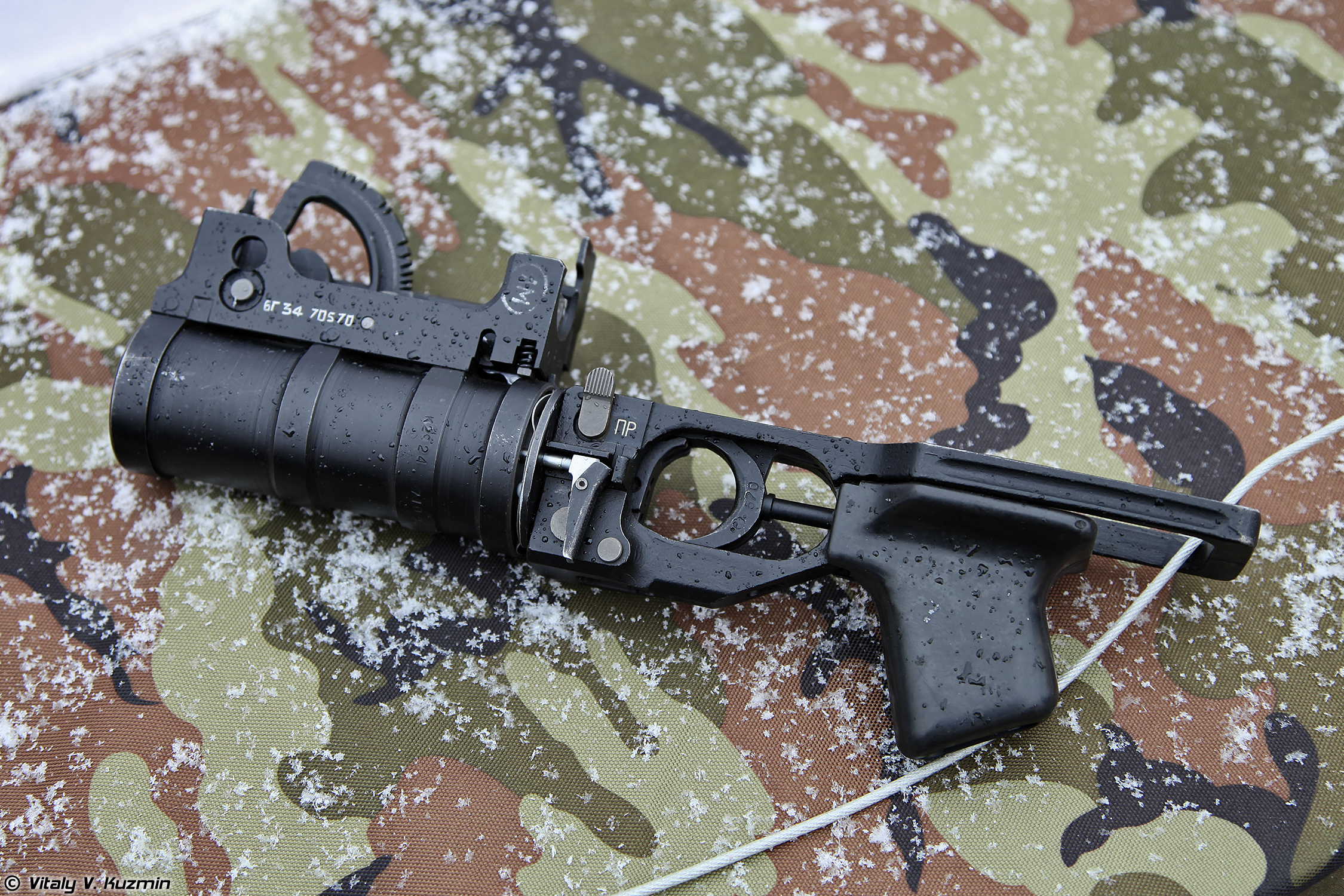
GP-34

## 登場作品
AK系の銃が登場するロシアの映画やテレビ作品・ゲームを中心に登場する。

### 映画
『5デイズ』
グルジア兵が所持しているAKMSに装着されている。
『エクスペンダブルズ3 ワールドミッション』
モガディシュで民兵が使用。
『バリスティック』
AKS-74Uに装着されている。

### ゲーム
『Operation Flashpointシリーズ』
『OFP:CWC』
ソ連軍陣営のAK-74とレジスタンス陣営のAK-47にGP-30を装着可能。
『OFP:DR』
TYPE 81-1のアサルトカスタムを選択すると使用可能。

『S.T.A.L.K.E.R.シリーズ』
『S.T.A.L.K.E.R. SHADOW OF CHERNOBYL』、『S.T.A.L.K.E.R. Clear Sky』、『S.T.A.L.K.E.R. Call of Pripyat』
シリーズを通して単体パーツとして登場。AK-74とAN-94に取り付け可能。GP-25と一体化したOTs-14も登場する。

『コール オブ デューティシリーズ』
『CoD4』
『CoD:MW2』
AK-47に装着可能。
『CoD:MW3』
AK-47に装着可能。
『CoD:BO』
AK-47・GALIL・AK-74uに装着可能。
『CoD:BO2』
AK-47・GalilにGP-25を、AN-94・Type 25にGP-30を装着可能。

『バトルフィールドシリーズ』
『BF2』
CHINAのAK-47に装着されてGP-25が、MECのAK-101に装着されてGP-30が登場する。
『BF2MC』
MECのAK-47に装着されて登場する。
『BFBC』
AEK-971とAN-94に装着されてGP-30が登場する。
『BFBC2』
AEK-971とAN-94に装着されてGP-30が登場する。
『BF3』
M320 グレネードランチャーをAK系の銃に装着するとGP-30に変更される。
『BF4』
前作同様、M320をAK系の銃に装着するとGP-30に変更される。